# Thouinia simplicifolia
Thouinia simplicifolia är en kinesträdsväxtart som beskrevs av Pierre Antoine Poiteau. Thouinia simplicifolia ingår i släktet Thouinia och familjen kinesträdsväxter. Inga underarter finns listade i Catalogue of Life.